# Mercedes F1 W07 Hybrid
De Mercedes F1 W07 Hybrid is een Formule 1-auto die gebruikt werd door het team Mercedes in het seizoen 2016. Met deze auto zette het team de successen die met de twee voorgangers, de Mercedes F1 W05 Hybrid en de Mercedes F1 W06 Hybrid, zijn behaald voort.
Net zoals in de voorgaande twee jaren domineerde Mercedes het seizoen, met 19 overwinningen uit 21 races. Nico Rosberg behaalde tijdens de laatste Grand Prix in Abu Dhabi zijn eerste Formule 1-wereldkampioenschap uit zijn carrière.

## Onthulling
De F1 W07 Hybrid werd op 19 februari 2016 onofficieel gelanceerd op het Silverstone Circuit tijdens een promotie-evenement, waarbij beide coureurs enkele ronden met de auto reden. Officieel werd de auto op 21 februari onthuld door middel van het plaatsen van foto's op het internet. Een dag later werd er ook een officiële presentatie gehouden op het Circuit de Barcelona-Catalunya, vlak voor het begin van de wintertests. De auto wordt, net zoals de drie voorgaande seizoenen, bestuurd door regerend wereldkampioen Lewis Hamilton en de vorig jaar als tweede geëindigde Nico Rosberg.

## Resultaten
| Resultaat                       |
| ------------------------------- |
| Winnaar                         |
| Tweede plaats                   |
| Derde plaats                    |
| Gefinisht (punten behaald)      |
| Gefinisht (geen punten behaald) |
| Niet geklasseerd (NC)           |
| Uitgevallen (DNF)               |
| Niet gekwalificeerd (DNQ)       |
| Gediskwalificeerd (DSQ)         |
| Niet gestart (DNS)              |
| Gewond (INJ)                    |
| Uitgesloten (EX)                |
| Teruggetrokken (WD)             |
| Niet deelgenomen (blanco cel)   |
| P Pole position                 |
| S Snelste ronde                 |

| Jaar | Chassis                | Motor                  | Banden | Coureurs       | 1   | 2   | 3   | 4   | 5    | 6   | 7   | 8   | 9   | 10  | 11  | 12  | 13  | 14  | 15  | 16   | 17  | 18  | 19  | 20  | 21  | Punten | WK-plaats |
| ---- | ---------------------- | ---------------------- | ------ | -------------- | --- | --- | --- | --- | ---- | --- | --- | --- | --- | --- | --- | --- | --- | --- | --- | ---- | --- | --- | --- | --- | --- | ------ | --------- |
| 2016 | Mercedes F1 W07 Hybrid | Mercedes PU106C Hybrid | P      |                | AUS | BHR | CHN | RUS | SPA  | MON | CAN | EUR | OOS | GBR | HON | DUI | BEL | ITA | SIN | MAL  | JPN | VST | MEX | BRA | ABU | 765    | Goud      |
| 2016 | Mercedes F1 W07 Hybrid | Mercedes PU106C Hybrid | P      | Nico Rosberg   | 1   | 1S  | 1P  | 1PS | DNF  | 7   | 5S  | 1PS | 4   | 3S  | 2P  | 4P  | 1P  | 1   | 1P  | 3S   | 1P  | 2   | 2   | 2   | 2   | 765    | Goud      |
| 2016 | Mercedes F1 W07 Hybrid | Mercedes PU106C Hybrid | P      | Lewis Hamilton | 2P  | 3P  | 7   | 2   | DNFP | 1S  | 1P  | 5   | 1PS | 1P  | 1   | 1   | 3S  | 2P  | 3   | DNFP | 3   | 1P  | 1P  | 1P  | 1P  | 765    | Goud      |
| Jaar | Chassis                | Motor                  | Banden | Coureurs       | 1   | 2   | 3   | 4   | 5    | 6   | 7   | 8   | 9   | 10  | 11  | 12  | 13  | 14  | 15  | 16   | 17  | 18  | 19  | 20  | 21  | Punten | WK-plaats |

Ferrari SF16-H ·
Force India VJM09 ·
Haas VF-16 ·
Manor MRT05 ·
McLaren MP4-31 ·
Mercedes F1 W07 Hybrid ·
Red Bull RB12 ·
Renault RS16 ·
Sauber C35 ·
Toro Rosso STR11 ·
Williams FW38